# Жіноча сорочка

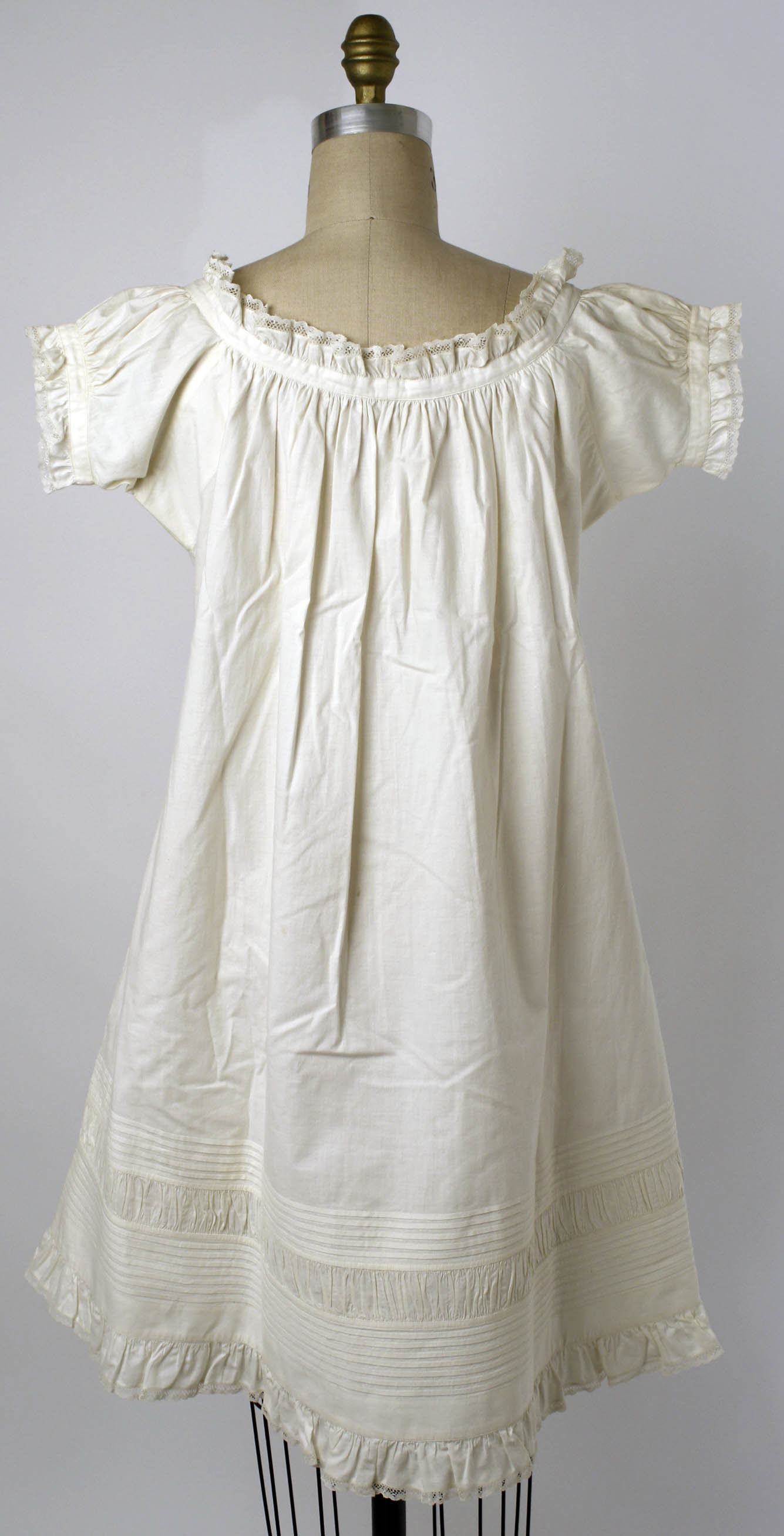
Вінтажна жіноча сорочка з оздобою

Сорочка (шеміза або шміз (від фр. chemise)) — спочатку предмет одягу, який носили як спідню білизну, для захисту одягу від поту і сальних виділень, попередник сучасної сорочки; також різновид сучасної натільної білизни.
У 1788 році так називали завтрашній одяг з короткими рукавами.

## Галерея

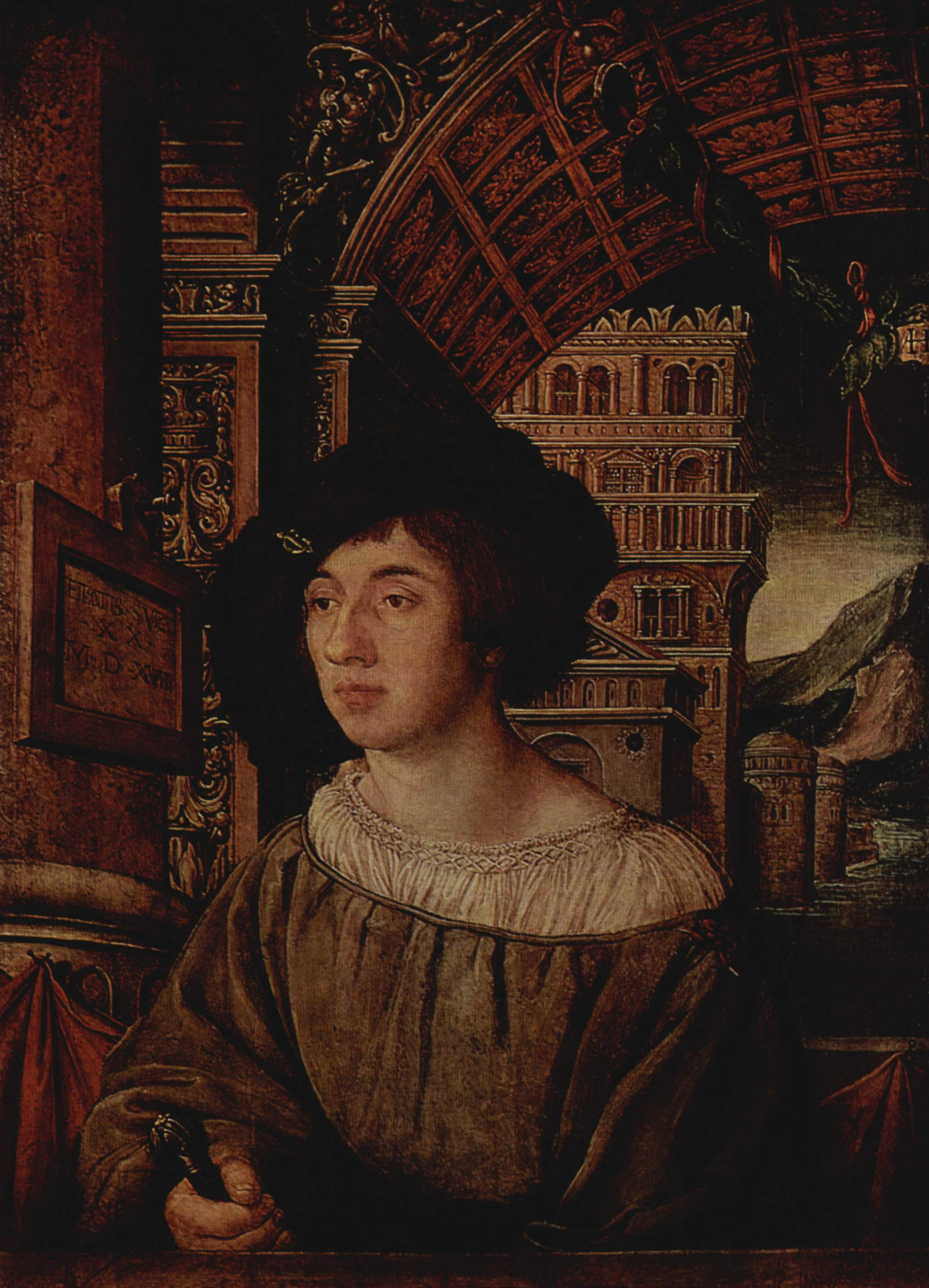
Чоловік в шемізі, видимої з-під ворота; Німеччина, початок XVI століття
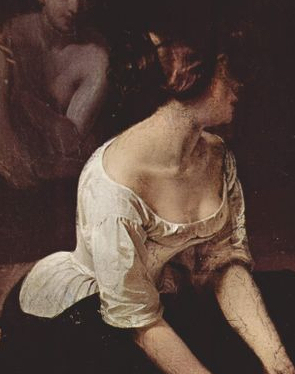
Сорочка 1830 років; у неї є рукава, вона носиться поверх корсета і нижньої спідниці
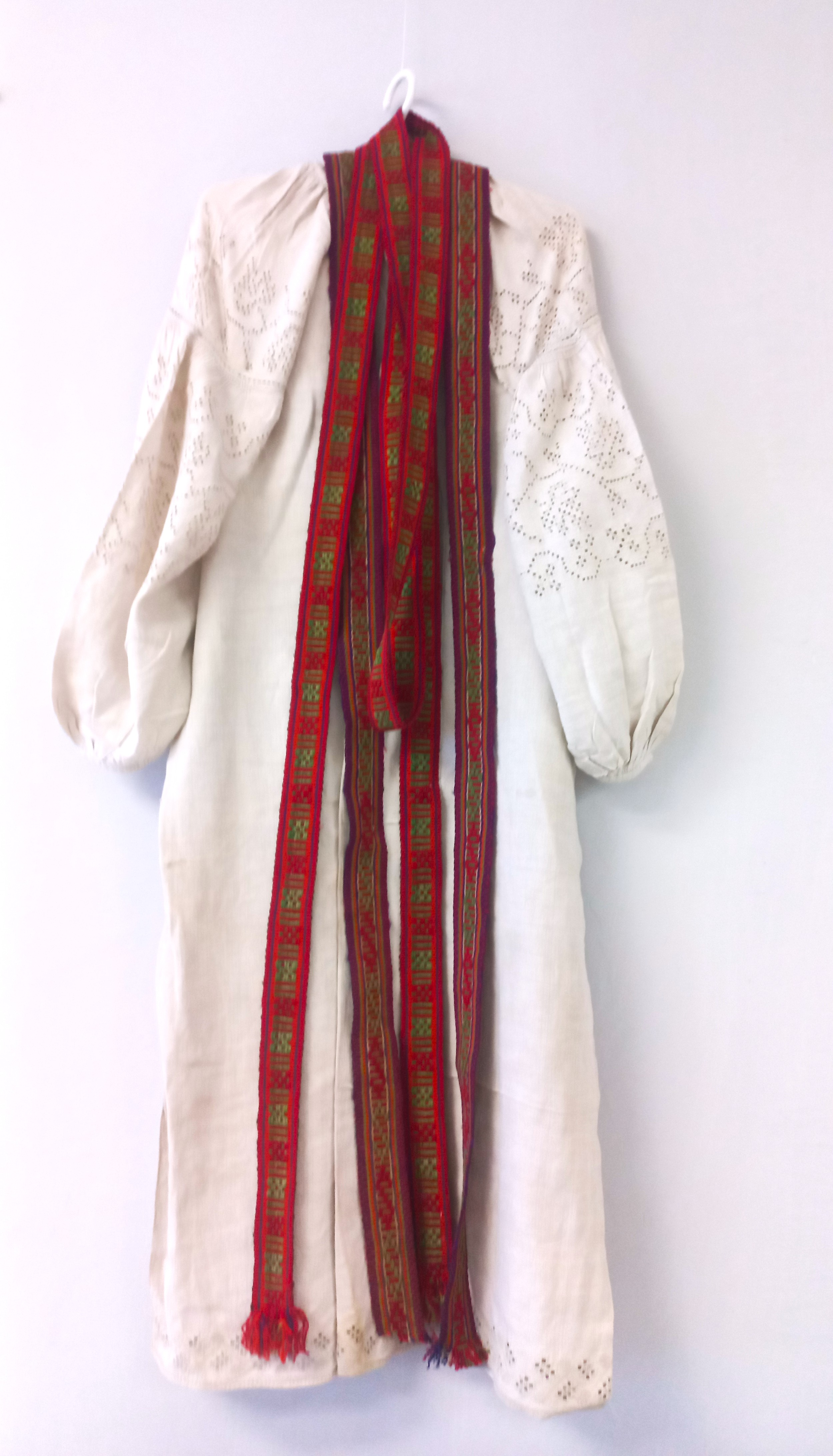
Полтавська вишита сорочка з крайкою (2)
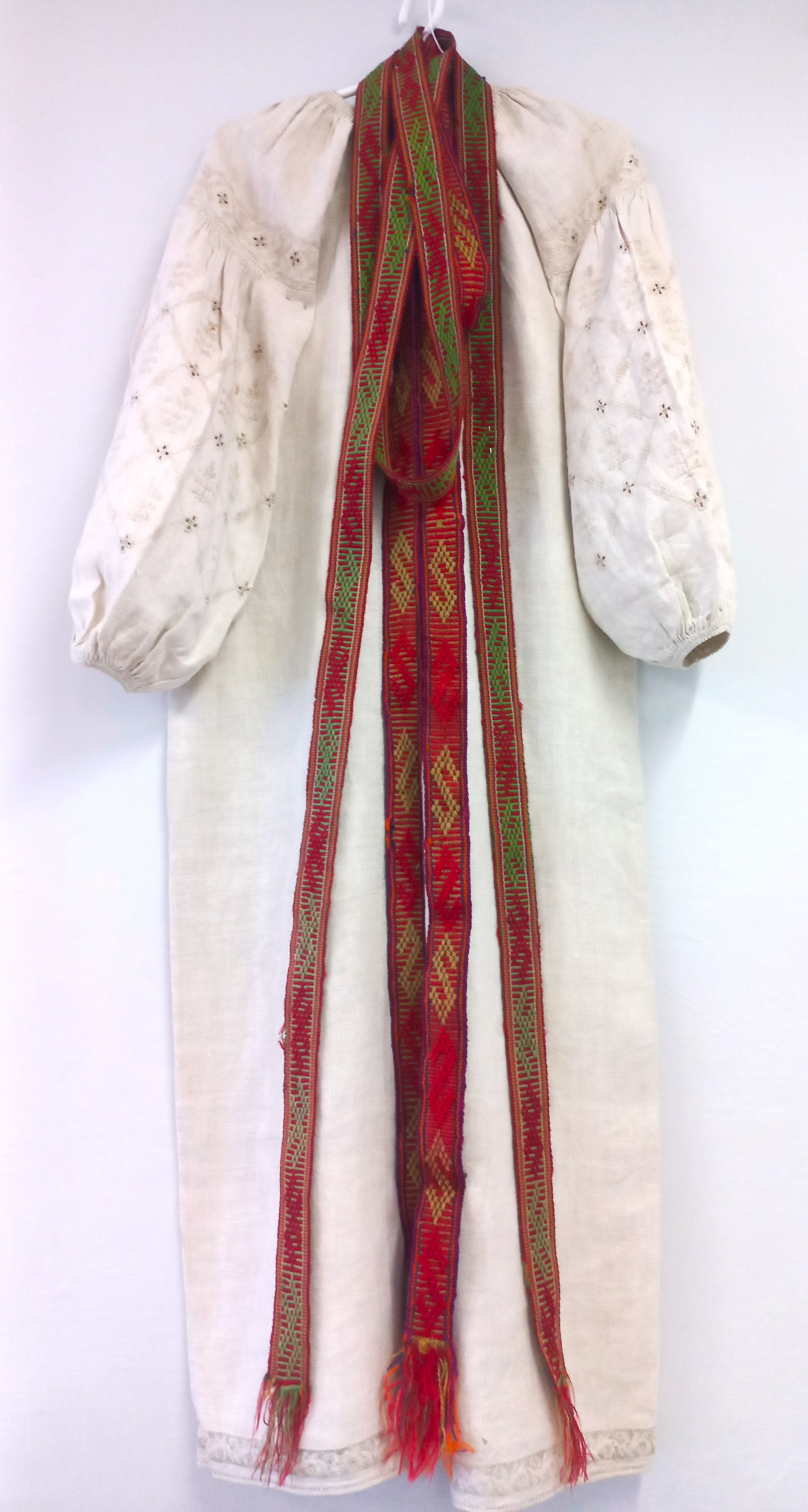
Полтавська вишита сорочка з крайкою